# Lyssomanes placidus
Lyssomanes placidus là một loài nhện trong họ Salticidae.
Loài này thuộc chi Lyssomanes. Lyssomanes placidus được Peckham & Wheeler miêu tả năm 1889.